# Marshallville (Georgia)
Marshallville – miasto w Stanach Zjednoczonych, w stanie Georgia, w hrabstwie Macon.